# NGC 3742
NGC 3742 (również PGC 35833) – galaktyka spiralna z poprzeczką (SBab/P), znajdująca się w gwiazdozbiorze Centaura. Odkrył ją John Herschel 21 kwietnia 1835 roku.